# Piper alnoides
Piper alnoides é uma espécie de  planta do gênero Piper e da família Piperaceae.

## Taxonomia
A espécie foi descrita em 1840 por Carl Sigismund Kunth.
O seguinte sinônimo já foi catalogado:  
- Artanthe alnoides  Miq.

## Descrição
A planta tem caule crespo viloso; tricomas 0,5-1 mm de comprimento; pecíolo viloso; lâmina foliar com o lado mais curto da base sub-agudo, obtuso, levemente cordado, o mais longo arredondado, obtuso ou levemente cordado; nervuras 4-5 pares; pedúnculo pubescente. Espiga 7 cm de comprimento ou mais longa

## Forma de vida
É uma espécie terrícola e arbustiva.

## Conservação
A espécie faz parte da Lista Vermelha das espécies ameaçadas do estado do Espírito Santo, no sudeste do Brasil. A lista foi publicada em 13 de junho de 2005 por intermédio do decreto estadual nº 1.499-R.

## Distribuição
A espécie é endêmica do Brasil e encontrada nos estados brasileiros de Bahia, Paraná, Rio de Janeiro e Santa Catarina.
A espécie é encontrada no domínio fitogeográfico de Mata Atlântica, em regiões com vegetação de floresta estacional decidual, floresta ombrófila pluvial e restinga.